# Ismaïl ibn Ubayd Allah ibn Abi al-Mouhajir
Ismaïl ibn Ubayd Allah ibn Abi al-Mouhajir (en arabe : إسماعيل بن عبيد الله بن أبي المهاجر) parfois nommé Ismaïl ibn Obeïd Allah (en arabe : اسماعيل بن عبيد الله), est un gouverneur omeyyade d'Ifriqiya de 718 à 720.

## Biographie
Ismaïl est un mawla (nouveau converti) d'une tribu cliente des Quraych, les Béni Makhzoum.
En 718, il est nommé gouverneur de l'Ifriqiya par le calife Omar II en remplacement de l'impopulaire Mohammed ibn Yazid. Ismaïl faisait partie de la nouvelle génération de gouverneurs compétents d’Omar II, chargé d’améliorer l’administration de Kairouan et de poursuivre l’intégration des musulmans non-arabes dans le califat, plutôt que de les traiter comme des peuples conquis. En tant que gouverneur, Ismaïl encourage les conversions à l'Islam des Berbères et limite les abus de la caste militaire arabe. Ismaïl adhère à la loi islamique (charia) et élimine les taxes extraordinaires et les tributs d'esclaves imposés aux Berbères. C'est à lui qu'on attribue généralement le parachèvement de la conversion de la population berbère à l'islam.
Dans une note curieuse, Ismaïl est décrit comme le premier et le seul gouverneur omeyyade d'Ifriqiya à ne pas avoir d'autorité sur la péninsule Ibérique (al-Andalus). De manière inhabituelle, le calife Omar II a décidé de nommer directement Al-Samh ibn Malik al-Khawlani au poste de gouverneur d'al-Andalus et l'a directement rendu responsable à Damas, plutôt que de passer par Kairouan.
Le mandat d'Ismaïl est compétent mais bref. Il est relevé de ses fonctions en 720 par le calife Soulayman, successeur d'Omar II, et remplacé par le douteux Yazid ibn Abi Moslim au poste de gouverneur à Kairouan.